# Strugo-Krasnenskij rajon
Il Strugo-Krasnenskij rajon (in russo Струго-Красненский район?) è un rajon dell'Oblast' di Pskov, nella Russia europea. Istituito nel 1927, il cui capoluogo è Strugi-Krasnye.